# 天麻ゆうき
天麻 ゆうき（てんま ゆうき、1997年12月7日 - ）は、日本の女性声優。東京都出身。スワロウ所属。

## 経歴
一般公募オーディションに3000人超の中から選出され、2022年放送のテレビアニメ『東京ミュウミュウ にゅ〜♡』の桃宮いちご役としてデビュー。メインキャスト5名によるユニット「Smewthie（スミュウジー）」を結成。
2022年10月11日、『D4DJ』の新ユニット「UniChØrd」の天堂はやて役を演じる事が発表された。

## 人物
世界史の勉強を趣味としており、資格として「歴史能力検定 世界史3級」を保有。また、ソプラノサックスの演奏を特技としている。
同じUniChØrdのメンバーである由良朱合との親交が深い。

## 出演
太字はメインキャラクター。

### テレビアニメ
2022年
- CUE!（観客）
- 東京ミュウミュウ にゅ〜♡（2022年 - 2023年、桃宮いちご / ミュウイチゴ） - 2シリーズ

2024年
- 負けヒロインが多すぎる!（女子生徒、海水浴場客、小学生、子供、生徒）

2025年
- 空色ユーティリティ（女性客）
- ちょっとだけ愛が重いダークエルフが異世界から追いかけてきた（客B）
- Turkey!（三鷹希）
- CITY THE ANIMATION（鳴子、安達太良そら）

### OVA
- 怪盗クイーンはサーカスがお好き（2022年）

### Webアニメ
- ぷち！東京ミュウミュウ にゅ〜♡（2022年 - 2023年、桃宮いちご / ミュウイチゴ）

### ゲーム
2022年
- D4DJ Groovy Mix（2022年 - 、天堂はやて）

2023年
- 神之塔：NEW WORLD（ベスパ)

2025年
- グランブルーファンタジー（天晴亭楽呼）

### ボイスドラマ
- 戦国繚乱美少女伝（2025年、徳川兵A、織田兵A、柴田勝政、蒲生郷舎、豊臣兵A、幕府兵A）

### ラジオ
- 東京ミュウミュウ にゅ～♡ラジオ スミュウジー！（2022年 - 2023年 、YouTube・音泉）
- ONE TO ONE消灯時間-ショートタイム-「天麻ゆうきの世界周遊記～ワールドツアー～」（2024年 - ）[23]

### インターネット配信
- 天麻ゆうき・日原あゆみの喫茶ひのてん（2022年 - 2023年）[24][25]
- 天麻と吉咲の先生ちょっと質問いいですか！？（2023年）[26]

### 舞台
- ささやくように恋を唄う（2024年、舞台「ささやくように恋を唄う」製作委員会）- 水口亜季 役[27]
- 「アサルトリリィ」-眞說・御台場迎撃戦-（2025年、ピウス企画） - アルテア・アレッサンドリーニ 役[28]

### 朗読劇
- リトル・ノエル（2022年、演劇ユニット「メイホリック」）[29]
- にゃんとちゅまらぬ結末か（2023年、演劇ユニット「メイホリック」）[30]
- 異世界転生したら大恐竜時代でオワタ。〜氷河期で奮闘編〜（2023年、オワジュラ製作委員会）[31]
- 『カラフル』再演（2023年、演劇ユニット「爆走おとな小学生」）[32]
- マグロ釣ってきます。たくあん買っておいてください（2024年、演劇ユニット「爆走おとな小学生」）[33]
- 遠くて蒼い宇宙（2024年、P’s Voice Artist School）- エイナ 役[34]
- 美術室に置き去りにされた天使（2024年、演劇ユニット「メイホリック」）- すみれ 役[35]
- 朗読劇『KAWAII偶像パラドキシカル』（2025年7月30日 - 8月3日、CBGKシブゲキ!!）- RANONちゃん 役

### その他
- ミニタリー通信大学（2023年 - 2024年 、ミスキャンパス）[36]
- メディアミックスプロジェクト「ボイスト ～Voice＆Stories～」（2024年 - 、三春滝紅葉）[37]
- D4DJ D4 FES. XROSS∞BEAT Blu-ray（2024年、DISC2枚組）[38]

## ディスコグラフィ

### キャラクターソング
| 発売日   | 商品名                                 | 歌                                                                                 | 楽曲                                                      | 備考                            |
| 2023年   | 2023年                                 | 2023年                                                                             | 2023年                                                    | 2023年                          |
| -------- | -------------------------------------- | ---------------------------------------------------------------------------------- | --------------------------------------------------------- | ------------------------------- |
| 7月12日  | Synchronicity                          | UniChØrd                                                                           | 「Synchronicity」 「DJ NANMO WAKARAN」 「ハジマリビート」 | ゲーム『D4DJ Groovy Mix』関連曲 |
| 7月12日  | D4DJ Groovy Mix カバートラックス vol.8 | UniChØrd                                                                           | 「INTERNET OVERDOSE」 「回レ!雪月花」                     | ゲーム『D4DJ Groovy Mix』関連曲 |
| 10月11日 | クリカエステップ                       | UniChØrd                                                                           | 「クリカエステップ」 「ピコピコ音頭」 「空想リーパー」    | ゲーム『D4DJ Groovy Mix』関連曲 |
| 12月20日 | D4DJ EXCLUSIVE TRACKS                  | D4DJ ALL STARS                                                                     | 「LOVE!HUG!GROOVY!! +nova」                               | ゲーム『D4DJ Groovy Mix』関連曲 |
| 2024年   |                                        |                                                                                    |                                                           |                                 |
| 1月3日   | Side Project! 01                       | 三鷹希（天麻ゆうき）                                                               | 「本当はね、」                                            | テレビアニメ『Turkey!』関連曲   |
| 1月3日   | Side Project! 01                       | Turkey! - 長野県一刻館高校ボウリング部                                             | 「神々LOOKS YOU」                                         | テレビアニメ『Turkey!』関連曲   |
| 4月14日  | 新春エントロピー/第一ミチル体操        | UniChØrd                                                                           | 「新春エントロピー」 「第一ミチル体操」                   | 『D4DJ』関連曲                  |
| 4月24日  | D4DJ Groovy Mix カバートラックス vol.9 | UniChØrd                                                                           | 「ハッピーシンセサイザ」                                  | ゲーム『D4DJ Groovy Mix』関連曲 |
| 5月22日  | D4DJ XROSS∞BEAT                        | UniChØrd×Abyssmare                                                                 | 「CYBERPUNK」                                             | ゲーム『D4DJ Groovy Mix』関連曲 |
| 5月22日  | D4DJ XROSS∞BEAT                        | Happy Around!×UniChØrd                                                             | 「バイタルサイン」                                        | ゲーム『D4DJ Groovy Mix』関連曲 |
| 6月19日  | トーキョーオタクデート/AXIS the world  | UniChØrd                                                                           | 「トーキョーオタクデート」 「孤月」                       | ゲーム『D4DJ Groovy Mix』関連曲 |
| 7月5日   | Side Project! 02                       | 三鷹希（天麻ゆうき）                                                               | 「KISSして」                                              | テレビアニメ『Turkey!』関連曲   |
| 7月5日   | Side Project! 02                       | Turkey! - 長野県一刻館高校ボウリング部                                             | 「サマータイムシンデレラ」                                | テレビアニメ『Turkey!』関連曲   |
| 2025年   |                                        |                                                                                    |                                                           |                                 |
| 3月5日   | SUPERSTAR                              | Happy Around!・Peaky P-key・Photon Maiden・Merm4id・燐舞曲・Lyrical Lily・UniChØrd | 「SUPERSTAR」                                             | ゲーム『D4DJ Groovy Mix』関連曲 |
| 3月5日   | INTERNET YAMERO                        | UniChØrd                                                                           | 「INTERNET YAMERO」                                       | ゲーム『D4DJ Groovy Mix』関連曲 |